# Gœrlingen
Ne doit pas être confondu avec Gerlingen.
Gœrlingen [gœʁliŋ(ɡ)ən]  est une commune française située dans la circonscription administrative du Bas-Rhin et, depuis le 1er janvier 2021, dans le territoire de la Collectivité européenne d'Alsace, en région Grand Est.
Depuis 1793, cette commune se trouve dans la région historique et culturelle d'Alsace.

## Géographie
Administrativement situé dans le département du Bas-Rhin, le territoire communal de Gœrlingen est enclavé au trois-quarts par le département de la Moselle.
La commune est située dans la région naturelle de l'Alsace Bossue.
| Kirrberg Hellering-lès-Fénétrange Moselle | Baerendorf | Rauwiller          |
| Oberstinzel Moselle                       | Gœrlingen  |                    |
| Sarraltroff Moselle                       |            | Hilbesheim Moselle |

### Hydrographie
La commune est dans le bassin versant du Rhin au sein du bassin Rhin-Meuse. Elle est drainée par le ruisseau le Bruchbach et le ruisseau de la Hullmatt,.
Le Bruchbach, d'une longueur de 19 km, prend sa source dans la commune de Bourscheid et se jette  dans L'Isch à Baerendorf, après avoir traversé dix communes. 

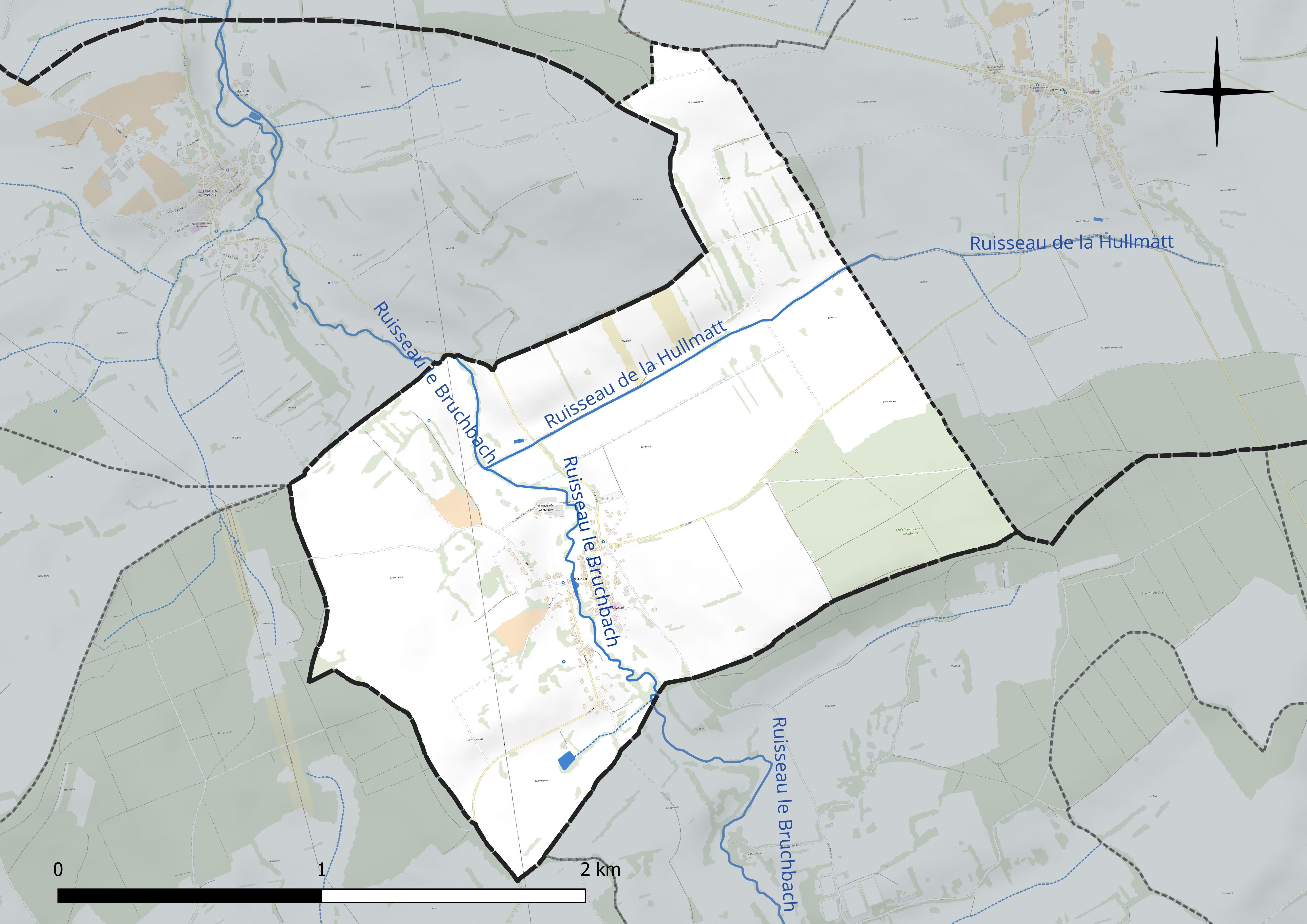
Réseau hydrographique de Goerlingen.

### Climat
Pour des articles plus généraux, voir Climat du Grand Est et Climat du Bas-Rhin.
En 2010, le climat de la commune est de type climat des marges montargnardes, selon une étude du Centre national de la recherche scientifique s'appuyant sur une série de données couvrant la période 1971-2000. En 2020, Météo-France publie une typologie des climats de la France métropolitaine dans laquelle la commune est exposée à un climat semi-continental et est dans la région climatique  Vosges, caractérisée par une pluviométrie très élevée (1 500 à 2 000 mm/an) en toutes saisons et un hiver rude (moins de 1 °C). 
Pour la période 1971-2000, la température annuelle moyenne est de 9,9 °C, avec une amplitude thermique annuelle de 17,1 °C. Le cumul annuel moyen de précipitations est de 951 mm, avec 12,4 jours de précipitations en janvier et 10,1 jours en juillet. Pour la période 1991-2020, la température moyenne annuelle observée sur la station météorologique de Météo-France la plus proche, « Berg », sur la commune de Berg à 12 km à vol d'oiseau, est de 10,4 °C et le cumul annuel moyen de précipitations est de 801,8 mm. 
La température maximale relevée sur cette station est de 37,4 °C, atteinte le 25 juillet 2019 ; la température minimale est de −16,8 °C, atteinte le 7 février 2012,,. 
Les paramètres climatiques de la commune ont été estimés pour le milieu du siècle (2041-2070) selon différents scénarios d'émission de gaz à effet de serre à partir des nouvelles projections climatiques de référence DRIAS-2020. Ils sont consultables sur un site dédié publié par Météo-France en novembre 2022.

## Urbanisme

### Typologie
Au 1er janvier 2024, Gœrlingen est catégorisée commune rurale à habitat dispersé, selon la nouvelle grille communale de densité à sept niveaux définie par l'Insee en 2022.
Elle est située hors unité urbaine. Par ailleurs la commune fait partie de l'aire d'attraction de Sarrebourg, dont elle est une commune de la couronne,. Cette aire, qui regroupe 87 communes, est catégorisée dans les aires de 50 000 à moins de 200 000 habitants,.

### Occupation des sols

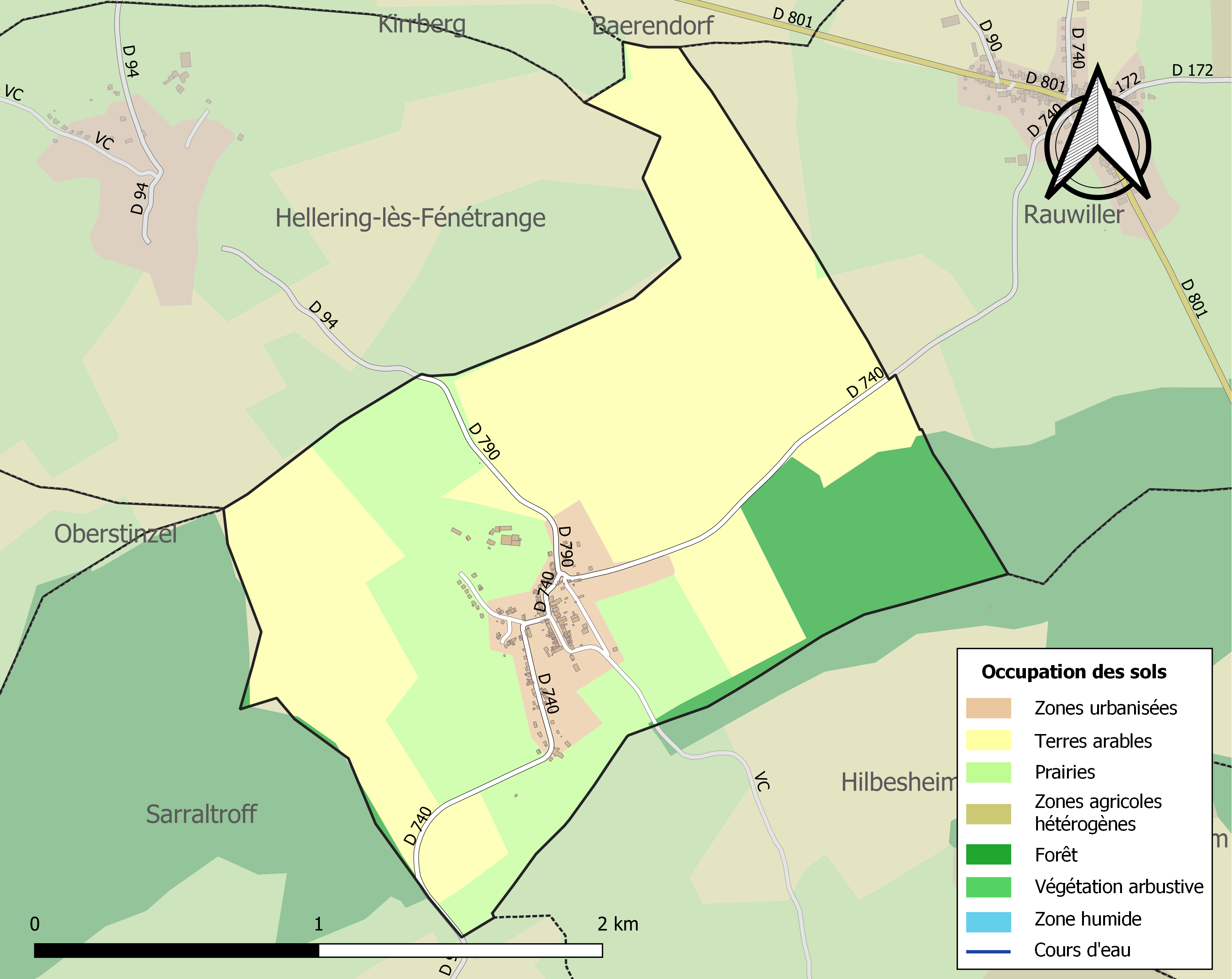
Carte des infrastructures et de l'occupation des sols de la commune en 2018 (CLC).

L'occupation des sols de la commune, telle qu'elle ressort de la base de données européenne d’occupation biophysique des sols Corine Land Cover (CLC), est marquée par l'importance des territoires agricoles (82,1 % en 2018), une proportion sensiblement équivalente à celle de 1990 (81,3 %). La répartition détaillée en 2018 est la suivante : 
terres arables (56,4 %), prairies (25,7 %), forêts (11,2 %), zones urbanisées (6,8 %).
L'IGN met par ailleurs à disposition un outil en ligne permettant de comparer l’évolution dans le temps de l’occupation des sols de la commune (ou de territoires à des échelles différentes). Plusieurs époques sont accessibles sous forme de cartes ou photos aériennes : la carte de Cassini (XVIIIe siècle), la carte d'état-major (1820-1866) et la période actuelle (1950 à aujourd'hui).

## Toponymie
- D'un nom de personne Gerlus suivi du suffixe -ingen : Geroldingen en 1314, Gerlingen en 1793[17].
- Geerlínge en francique rhénan[18]. Görlingen en allemand standard.

## Histoire
Les premiers actes font état en 661 et 763 de Villa Gairoaldo et Villa Gerboldinga et attestent de l'occupation du site par des nobles gallo-romains. Au XIIIe siècle, Gerdlingen est une paroisse de l'archiprêtré de Bockenheim (Sarre-Union), le village fait alors partie des possessions du comté de Sarrewerden qui y prélevait la dîme. En 1314, on cite l'abbaye de Lixheim comme ayant des biens à Geroldingen. Cité au XVe siècle, le village n'apparaît plus dans la Türkenschatzung (1542).
En 1557, le comte de Nassau-Sarrewerden attribue sept villages désertés dont Gerling à des huguenots réfractaires venus de la Normandie, de Lorraine ou d'ailleurs. Les tourments du XVIIe siècle font fuir les habitants vers le Palatinat ou la région de Bischwiller. L'église est détruite en 1685. Le repeuplement se fait par la venue de protestants suisses chassés par les rigueurs du calvinisme. En 1793, le comté de Sarrewerden est annexé à la jeune république française, mais ne connaît guère de soubresauts révolutionnaires.
Le calme règne par la suite sur la commune qui paye son tribut de jeunes, tués lors des conflits de 1870, 1914 et 1939. Durant cette période, comme l'ensemble de l'Alsace-Moselle, Goerlingen sera ballottée entre la France et l'Allemagne.

### Héraldique
| Blason de Gœrlingen | Blason  | De sinople à l'épi de blé d'or en pal. |
| Blason de Gœrlingen | Détails |                                        |

## Politique et administration
| Période                                  | Période                   | Identité                                        | Étiquette | Qualité     |
| ---------------------------------------- | ------------------------- | ----------------------------------------------- | --------- | ----------- |
| avant 1988                               | ?                         | Pierre Blaess                                   |           |             |
| 2001                                     | 2008                      | Roland Bier                                     |           |             |
| mars 2008                                | En cours (au 31 mai 2020) | Christophe Jung, Réélu pour le mandat 2020-2026 |           | Agriculteur |
| Les données manquantes sont à compléter. |                           |                                                 |           |             |

## Démographie
L'évolution du nombre d'habitants est connue à travers les recensements de la population effectués dans la commune depuis 1793. Pour les communes de moins de 10 000 habitants, une enquête de recensement portant sur toute la population est réalisée tous les cinq ans, les populations de référence des années intermédiaires étant quant à elles estimées par interpolation ou extrapolation. Pour la commune, le premier recensement exhaustif entrant dans le cadre du nouveau dispositif a été réalisé en 2008.

En 2022, la commune comptait 204 habitants, en évolution de −14,29 % par rapport à 2016 (Bas-Rhin : +3,17 %, France hors Mayotte : +2,11 %).
| 1793 | 1800 | 1806 | 1821 | 1831 | 1836 | 1841 | 1846 | 1851 |
| ---- | ---- | ---- | ---- | ---- | ---- | ---- | ---- | ---- |
| 201  | 218  | 244  | 315  | 326  | 326  | 338  | 342  | 360  |

| 1856 | 1861 | 1866 | 1871 | 1875 | 1880 | 1885 | 1890 | 1895 |
| ---- | ---- | ---- | ---- | ---- | ---- | ---- | ---- | ---- |
| 325  | 337  | 325  | 343  | 329  | 310  | 292  | 289  | 265  |

| 1900 | 1905 | 1910 | 1921 | 1926 | 1931 | 1936 | 1946 | 1954 |
| ---- | ---- | ---- | ---- | ---- | ---- | ---- | ---- | ---- |
| 267  | 259  | 280  | 235  | 230  | 198  | 204  | 202  | 192  |

| 1962 | 1968 | 1975 | 1982 | 1990 | 1999 | 2006 | 2008 | 2013 |
| ---- | ---- | ---- | ---- | ---- | ---- | ---- | ---- | ---- |
| 168  | 162  | 152  | 145  | 154  | 206  | 239  | 249  | 247  |

| 2018 | 2022 | - | - | - | - | - | - | - |
| ---- | ---- | - | - | - | - | - | - | - |
| 215  | 204  | - | - | - | - | - | - | - |